# Ponthieva formosa
Ponthieva formosa är en orkidéart som beskrevs av Rudolf Schlechter. Ponthieva formosa ingår i släktet Ponthieva och familjen orkidéer. Inga underarter finns listade i Catalogue of Life.